# Julien Fouré
 (septembre 2023).
Julien Fouré est un chirurgien et médecin français né le 15 juillet 1769 à Nantes et mort le 16 novembre 1855 à Nantes.

## Biographie
Julien Anne Fouré est le fils d'Honoré Mathieu Fouré, maître serger, négociant, manufacturier et fabricant de coton, et de Marguerite Lecoq. Marié avec Anne Éléonore Lebreton des Grapillières, il est le beau-père de l'avocat Emmanuel Laënnec (frère de Guillaume Laennec).
Maître ès arts de l'université d'Angers en 1787, chirurgien naviguant, il est maître en chirurgie et officier de santé à Saint-Domingue, chirurgien-major d'amirauté à l'Armée de Saint-Domingue.
Professeur de la législation à l'École centrale de Nantes, docteur en médecine de la faculté de Paris en 1802, il devient professeur à l'École de médecine de Nantes, don il est le directeur de 1829 à 1854. Médecin des épidémies, il est médecin en chef de l'Hôtel-Dieu de Nantes et président du conseil de salubrité. Il est l'un des premiers à pratiquer la vaccination jennérienne.
Le 27 décembre 1820, il est nommé associé non résidant de l'Académie royale de médecine.
Il préside la Société académique de Nantes en 1829 et 1837.
Il est décoré de la Légion d'honneur en 1837.

## Publications
- Histoire de l'épidémie dysentérique qui a régné dans l'arrondissement de Nantes, en 1834 (1855)
- Discours prononcé à la séance de rentrée des cours de l'École préparatoire de médecine et de pharmacie de Nantes et de distribution des prix aux élèves de cette école (1847)

## Hommages
- Rue Fouré, à Nantes

### Sources
- Jacques Léonard, Les Médecins de l'Ouest au XIXe siècle - Volume 1, 1978
- Claude Kahn, Jean Landais, Nantes et les Nantais sous le Second Empire, 1992